# البث التلفزي في تونس

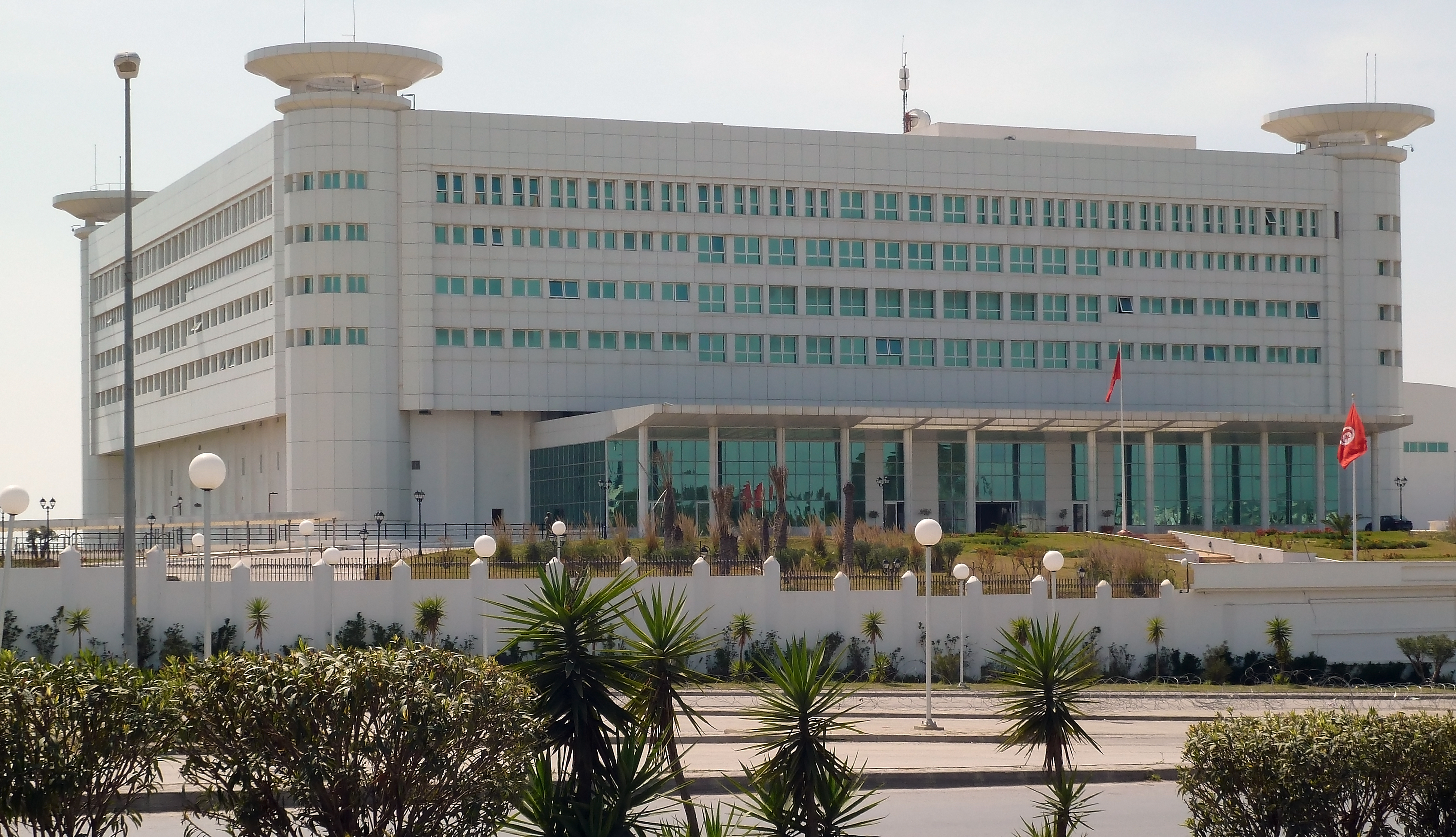
مبني التلفزيون الوطني في تونس

البث التلفزي في تونس بدأ لأول مرة مع التقاط ذبذبات القناة الإيطالية راي في شمال البلاد. أول قناة وطنية حكومية أطلقت في 1966، تحت اسم إ.ت.ت.1، تبعتها ثاني قناة حكومية وهي قناة 21 في 7 نوفمبر 1994.
 أول قناة خاصة في تونس هي قناة حنبعل التي أطلقت في 2005، ولكن قناة خاصة معارضة أخرى أطلقت من خارج تونس منذ 2003 وهي الحوار التونسي. وثاني قناة خاصة هي قناة نسمة التي أطلقت في 2007، وبقي المشهد الإعلامي التلفزي مسدودا بسبب الحكم الإستبدادي حتى 2011.
 بعد الثورة التونسية في 2011، إنفتح المشهد التلفزي والإعلامي بصفة عامة وتم افتتاح الكثير من القنوات التلفزية المتنوعة الخاصة.

## القنوات الحالية

### قنوات تونسية عمومية
القنوات التونسية العمومية تقع بين 1966 و1990 تحت إشراف الإذاعة والتلفزيون التونسي، ثم بين 1990 و2007 تحت إشراف مؤسسة الإذاعة والتلفزة التونسية. وأخيرا منذ 2007 تحت إشراف مؤسسة التلفزة التونسية.
| القناة    | بداية البث    | أسماء قديمة (على التوالي)                                                                           | ملاحظات |
| --------- | ------------- | --------------------------------------------------------------------------------------------------- | ------- |
| الوطنية 1 | 31 مايو 1966  | - إ.ت.ت (RTT) - إ.ت.ت.1 (RTT1) - TV7 - تونس 7 (يقصد بها العاصمة) - تونس 7 (يقصد بها كامل الجمهورية) |         |
| الوطنية 2 | 7 نوفمبر 1994 | - قناة 21 (Canal 21) - تونس 21                                                                      |         |

### قنوات تونسية خاصة
| القناة           | بداية البث     | ملاحظات |
| ---------------- | -------------- | --- |
| الحوار التونسي   | مايو 2003      | إندمجت في 28 سبتمبر 2014 مع قناة التونسية, وبقيت تحت اسم الحوار التونسي ولكن البرامج أصبحت برامج قناة التونسية. |
| قناة حنبعل       | 13 فبراير 2005 | أول قناة خاصة تونسية.                                                                                           |
| نسمة             | 16 مارس 2007   | أصبحت في مارس 2022 تبث تحت مسمى "نسمة الجديدة".                                                                 |
| تلفزة تونس 1     | 1 يونيو 2010   | |
| قناة تونسنا      | 20 مارس 2012   | |
| قناة الجنوبية    | 20 مارس 2012   | |
| قناة الزيتونة    | 2012           | |
| قناة الإنسان     | 2 يناير 2013   | |
| قناة تلفزة تي في | 18 سبتمبر 2013 | |
| آم تونيزيا       | 8 مايو 2015    | تأسست في 3 ديسمبر 2012 تحت اسم قناة المتوسط، وتغير الاسم في 2015.                                               |
| التاسعة تي في    | 18 مايو 2015   | |
| قرطاج+           | 1 أغسطس 2017   | |

## قنوات سابقة
| القناة              | بداية البث     | نهاية البث     | ملاحظات                                                                |
| ------------------- | -------------- | -------------- | ---------------------------------------------------------------------- |
| إ.ت.ت. 2            | 12 يونيو 1983  | 1989           |                                                                        |
| تونس 2              | 20 مارس 1990   | 6 نوفمبر 1994  |                                                                        |
| قناة الأفق          | 1992           | 16 أكتوبر 2001 |                                                                        |
| قناة حنبعل الشرق    | 13 فبراير 2008 | أبريل 2009     |                                                                        |
| قناة حنبعل الفردوس  | 1 سبتمبر 2008  | 2009           |                                                                        |
| العالمية التونسية   | 20 مارس 2012   | 3 فبراير 2013  |                                                                        |
| التونسية            | 16 مارس 2011   | 28 سبتمبر 2014 | إندمجت في 28 سبتمبر 2014 وأصبحت تبث مع قناة الحوار التونسي وتحت إسمها. |
| قناة القلم          | 14 يناير 2013  | 15 يناير 2014  |                                                                        |
| قناة المتوسط        | 3 ديسمبر 2012  | 11 يناير 2021  |                                                                        |
| شبكة تونس الإخبارية | 2012           |                |                                                                        |
| قناة الزيتونة هداية | 2013           |                |                                                                        |
| المغرب العربي 24    | 2013           |                |                                                                        |
| فيرست تي في         | 29 يونيو 2014  | 3 يوليو 2017   |                                                                        |

## مواضيع ذات علاقة
- قائمة القنوات الفضائية العربية
- الإعلام في تونس
- قائمة إذاعات الراديو التونسية